# 텔레비전 진행자

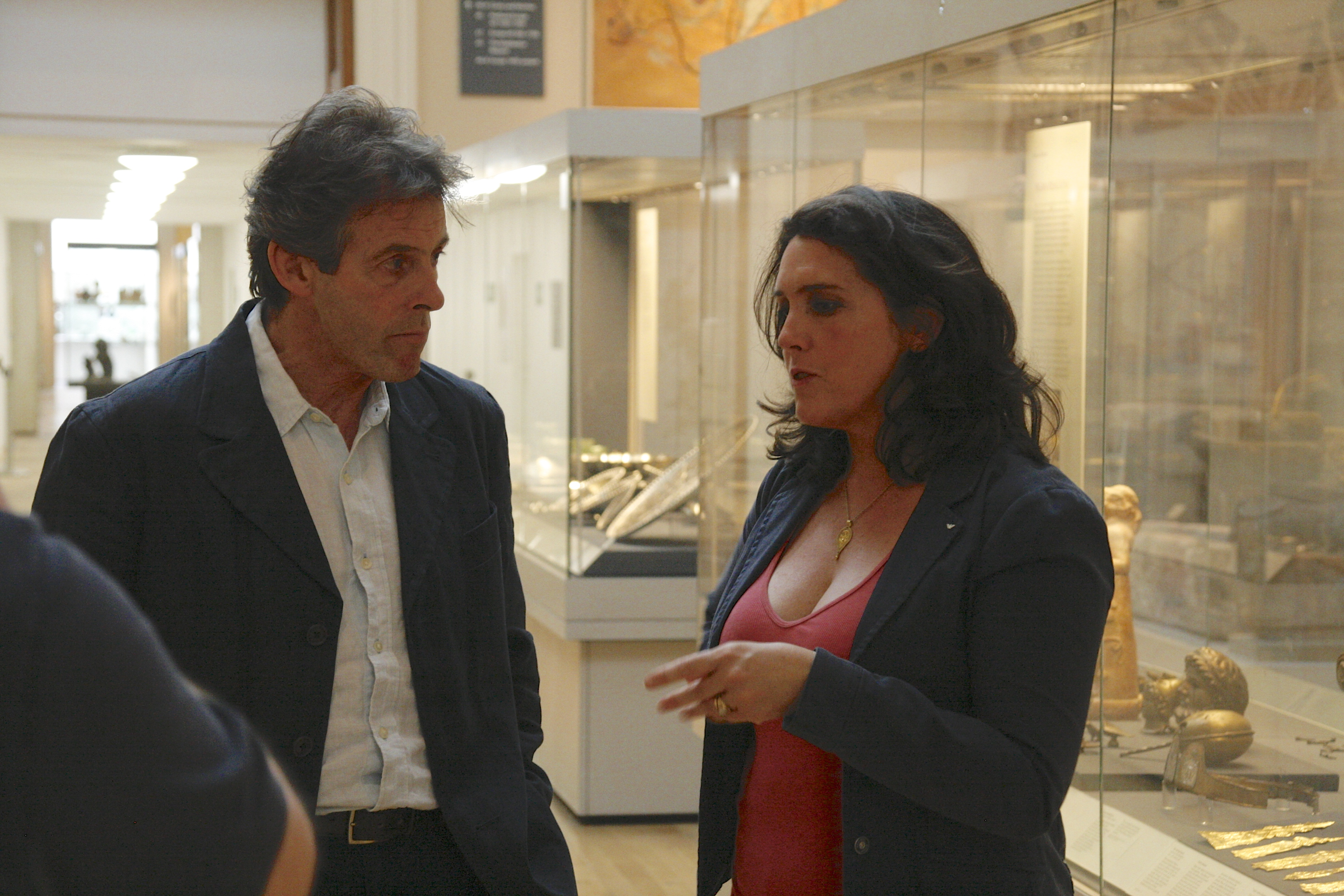
영국의 진행자 베타니 휴스 (오른쪽)와 큐레이터 랄프 잭슨 (왼쪽)이 ITV 프로그램 Britain's Secret Treasures 촬영 중 대화하고 있다.

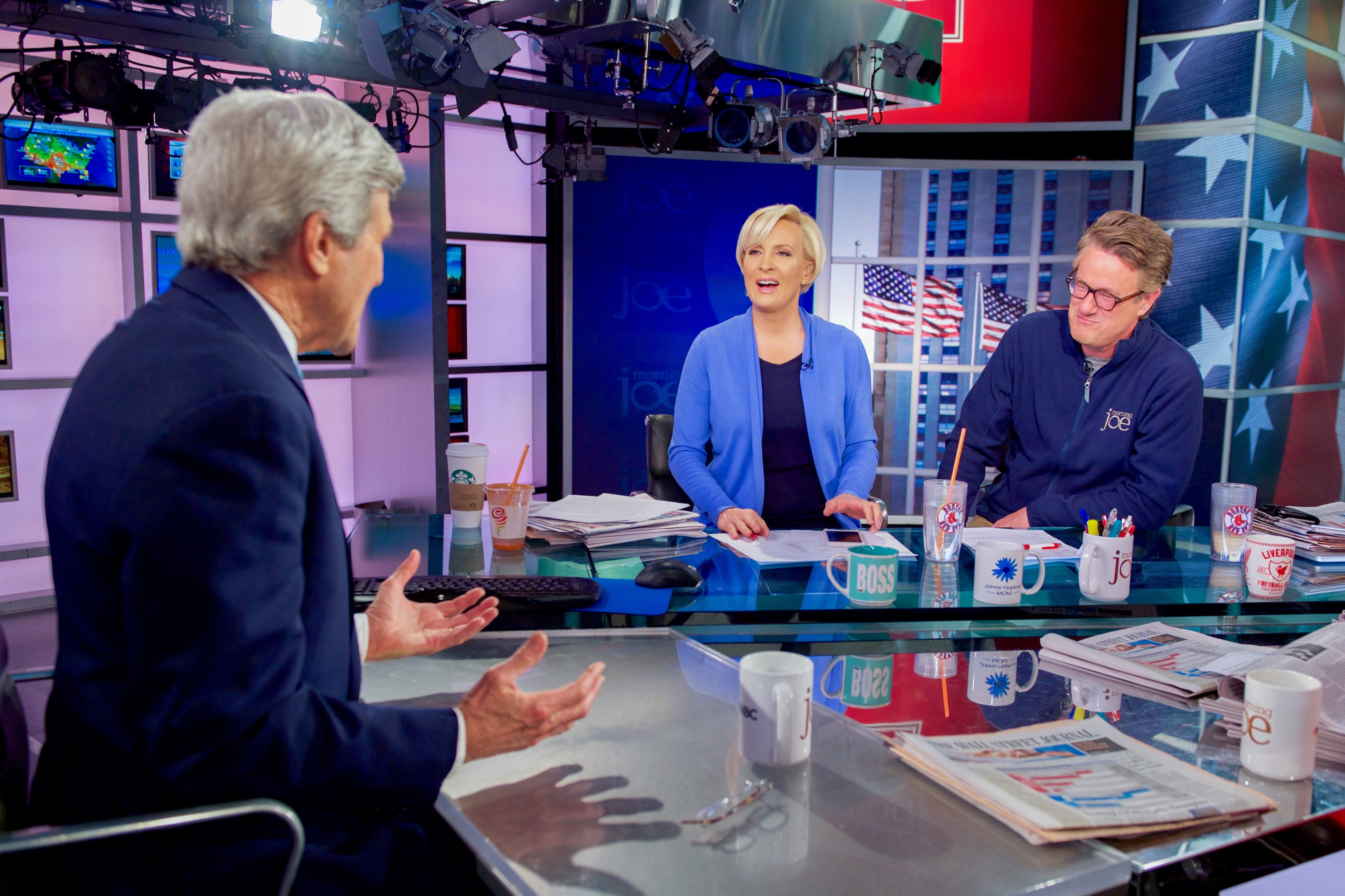
미국 국무장관 존 케리 (왼쪽)가 2015년 4월 5일 뉴욕의 NBC 스튜디오에서 MSNBC 프로그램 Morning Joe에 출연하기 전 공동 진행자인 조 스카버러와 미카 브레진스키 (오른쪽)와 대화하고 있다.

텔레비전 진행자(또는 텔레비전 호스트, 일부는 "텔레비전 방송인"이 되기도 한다)는 텔레비전 프로그램을 소개하거나 진행하는 사람으로, 종종 프로그램과 시청자 간의 매개체 역할을 한다. 다른 분야에서 명성을 얻은 사람들이 이 역할을 맡는 경우가 흔하지만, 어린이 프로그램이나 인포머셜처럼 진행 분야 내에서만 이름을 알려 텔레비전 방송인이 된 사람들도 있다.

## 역할
종종 진행자는 배우, 모델, 희극 배우, 음악가, 의사 등 다른 분야에서 명성을 얻은 사람일 수 있다. 다른 사람들은 과학자나 정치인과 같은 특정 분야의 전문가로서 자신의 전문 분야에 대한 프로그램의 진행자 역할을 맡을 수 있다(예: 데이비드 애튼버러). 일부는 한 분야에서 이름을 알린 유명인이 다른 분야에 참여하기 위해 명성을 활용한다.
후자 그룹의 예로는 현재 여행에 대한 프로그램(예: Around the World in 80 Days)을 진행하는 영국 희극 배우 마이클 페일린과 10년 이상 Scientific American Frontiers를 진행한 미국 배우 앨런 알다가 있다. 또 다른 예는 UFC의 해설가 및 경기 후 인터뷰어인 미국 스탠드업 희극 배우 조 로건이다. 이 용어는 캐나다, 뉴질랜드, 네덜란드, 리히텐슈타인, 바베이도스, 스리랑카, 인도, 스페인, 덴마크, 그리스, 호주, 이집트, 안도라, 몰타, 산마리노, 일본, 한국 등 많은 국가에서 일반적으로 사용된다.

## 미국
미국에서는 이러한 사람을 보통 호스트라고 부르며, 토크쇼 호스트 또는 MC(마스터 오브 세리머니)와 같은 용어가 사용된다. TV 뉴스 프로그램의 맥락에서는 앵커라고 불린다.

## 같이 보기
- 뉴스 캐스터
- 라디오 진행자
- 호러 호스트
- 시사평론가
- 스포츠 진행자